# デューク・ケオムカ
デューク・ケオムカ（Duke Keomuka、本名：Martin Hisao Tanaka、1921年4月22日 - 1991年6月30日）は、アメリカ合衆国のプロレスラー。カリフォルニア州サクラメント出身の日系アメリカ人。日本名：田中久雄（たなか ひさお）。新日本プロレスの留学生を経てAWAやWWFで活動したパット・タナカの父親である。
テキサスやフロリダなどのアメリカ南部を主戦場に、同時代の日系レスラーと同じく戦後の反日感情を利用したヒールとして活躍したが、キャリア後半はベビーフェイスのポジションでも活動した。アントニオ猪木やグレート草津など海外修行時代の日本人選手のタッグパートナー兼メンターも担い、日本陣営の助っ人として日本プロレスにも度々参戦。現役引退後はNWAフロリダ地区のブッカーおよびプロモーターを務めた。

## 来歴
1944年のデビュー後はデューク・カパラニ（Duke Kapalani）をリングネームに、ジョージア、インディアナ、ニューヨークなど各地を転戦。その後、デューク・ケオムカ（Duke Keomuka）と改名し、1948年8月8日にハワイにてNWAハワイ・ヘビー級王座を獲得。1950年代からはダラスやヒューストンなどテキサスの東部地区を主戦場に、NWAテキサス・ヘビー級王座および同タッグ王座を再三奪取。ルー・テーズが保持していたNWA世界ヘビー級王座にも度々挑戦した。
1960年代前半はオハイオおよびテキサスにてフリッツ・フォン・エリックと抗争を展開、フォン・エリックのアイアン・クロー対ケオムカのオリエンタル・クローの「クロー対決」として人気を博した。1963年よりフロリダに参戦し、ヒロ・マツダとのタッグで活動。当初はヒールとしてアルベルト&ラモンのトーレス兄弟やジェイク・スミス&ルーク・ブラウンのザ・ケンタッキアンズなどと対戦していたが、後にベビーフェイスに転向。スカル・マーフィー&ブルート・バーナードやフレッド・ブラッシー&ターザン・タイラーなどのチームを破り、NWA世界タッグ王座を通算4回獲得した。1964年12月25日にはマイアミビーチにて、フロリダに遠征してきたブルーノ・サンマルチノのWWWF世界ヘビー級王座に挑戦している。
1965年には古巣のテキサスにて、アメリカ修行中だったカンジ・イノキことアントニオ猪木と組み、同地区版のNWA世界タッグ王座を獲得、翌1966年2月8日にザ・デストロイヤー&ゴールデン・テラー（ミスター・アトミック）に明け渡すまで戴冠した。この王座はフォン・エリック&キラー・カール・コックスから奪取したとされていたが、彼らからケオムカ&猪木にタイトルが移動した試合は記録には残されていない。
1966年5月、日本プロレスに初参戦。日本陣営の一員となってジャイアント馬場ともタッグを組み、1967年と1968年のワールドリーグ戦には「日系代表」として出場。ブッカーとして外国人選手の招聘窓口も担い、馬場が旗揚げした全日本プロレスにも協力した。
1970年代前半にリングを離れ、エディ・グラハムが主宰していたチャンピオンシップ・レスリング・フロム・フロリダ（CWF）のブッカーに専念。NWA屈指の黄金テリトリーとなったフロリダ地区の隆盛を支えた。面倒見が良いことでも知られ、マサ斎藤、高千穂明久、ミスター・ヒト、桜田一男、キラー・カーン、そして海外再修行時代の天龍源一郎など、アメリカで活動している日本人選手を所属団体を問わず迎え入れた。後年では、新日本プロレスを逃げ出してカール・ゴッチを訪ねるべくフロリダに渡ったが出会えず、空港で途方に暮れていたリッキー・フジを自宅に迎えてアメリカンプロレスに開眼させたこともあった。
1985年のグラハム死去後はマツダと共に団体の運営を引き継いだが、WWFの全米侵攻の余波などで観客動員が落ち込み、NWA内部におけるテリトリー制の崩壊もあって、1987年2月にCWFはジム・クロケット・プロモーションズに吸収合併された。
1991年6月30日、70歳で死去。

## 得意技
- オリエンタル・クロー（ストマック・クロー）
- カラテ・チョップ
- カラテ・キック
- レッグ・ドロップ

## 獲得タイトル
NWAミッドパシフィック・プロモーションズ
- NWAハワイ・ヘビー級王座：1回[9]

NWAビッグタイム・レスリング
- NWAテキサス・ヘビー級王座：5回[10]
- NWAテキサス・タッグ王座：14回（w / ダニー・サビッチ×5、イワン・カルミコフ、ミスター・モト×2、ドン・エバンス、タイニー・ミルズ、キンジ・シブヤ、トニー・マーティン、トーキョー・ジョー、ジョン・トロス）[11]
- NWA世界タッグ王座（テキサス東部版）：6回（w / ミスター・モト、トニー・マーティン、タロー・ミヤケ×2、カンジ・イノキ、フリッツ・フォン・エリック）[17]

ミッドアトランティック・チャンピオンシップ・レスリング
- NWA南部タッグ王座（ミッドアトランティック版）：2回（w / ミスター・モト）[23]

チャンピオンシップ・レスリング・フロム・フロリダ
- NWA世界タッグ王座（フロリダ版）：4回（w / ヒロ・マツダ）[15]